# Nevascha
Nevascha (en occità Nevascha [neˈβastʃɔ] o localment [neˈvaːtsɔ]; en francès Névache) és un municipi francès situat al departament dels Alts Alps i a la regió de Provença – Alps – Costa Blava.

## Demografia
| 1836                                       | 1962 | 1968 | 1975 | 1982 | 1990 | 1999 | 2006 | 2017 |
| ------------------------------------------ | ---- | ---- | ---- | ---- | ---- | ---- | ---- | ---- |
| 939                                        | 182  | 128  | 119  | 191  | 245  | 290  | 321  | 356  |
| Des de 1962: població sense dobles comptes |      |      |      |      |      |      |      |      |

## Administració
| Període   | Identitat                  | Partit        |
| --------- | -------------------------- | ------------- |
| 2001-2008 | Jean-Louis Chevalier       | divers droite |
| 2008-2014 | Georges Pouchot-Rougeblanc | sense         |
| 2014-2020 | Jean-Louis Chevalier       | divers droite |
| 2020-     | Claudine Chrétien          | sense         |